# Alfred Pennyworth
Alfred Pennyworth – fikcyjna postać z komiksów z Batmanem wydawanych przez DC Comics, której twórcami byli Bob Kane, Bill Finger i Jerry Robinson. Kamerdyner Bruce’a Wayne’a (Batmana), który wychował małego panicza po brutalnej śmierci jego rodziców, a po rozpoczęciu przez Bruce’a działalności zamaskowanego mściciela, stał się jego pierwszym pomocnikiem.
Postać zadebiutowała w komiksie Batman vol. #16 (maj 1943). Pierwotnie Alfred miał nadwagę i był gładko ogolony i dopiero kinowa kreacja Williama Austina z pierwszej adaptacji przygód Batmana przyczyniła się do powstania obecnie znanego wizerunku tej postaci –  szczupłego lokaja z wąsami.

## Aktorzy
Alfred Pennyworth często pojawia się także w różnego rodzaju adaptacjach przygód Batmana. Pierwszy raz w wersji aktorskiej pojawił się w serialu kinowym Batman z 1943 roku, gdzie w jego rolę wcielił się William Austin. W kontynuacji serialu, pod tytułem Batman and Robin z 1949 roku miejsce Austina zajął Eric Wilton. W serialu telewizyjnym Batman (Batman) z lat 60. XX wieku, oraz w filmie pełnometrażowym Batman zbawia świat (Batman: The Movie) w rolę Alfreda wcielił się Alan Napier. Michael Gough był odtwórcą tej postaci w czterech filmach fabularnych z lat 90. (dwóch pierwszych w reżyserii Tima Burtona i dwóch kolejnych w reżyserii Joela Schumachera). W serialu telewizyjnym Ptaki nocy (Birds of Prey) jego rolę zagrał Ian Abercrombie.
W trylogii Mrocznego Rycerza (The Dark Knight), zapoczątkowanej filmem Batman: Początek (Batman Begins) w reżyserii Christophera Nolana w postać Alfreda wcielił się Michael Caine. Jeremy Irons grał Alfreda w filmie Batman v Superman: Świt sprawiedliwości (Batman v Superman: Dawn of Justice) w reżyserii Zacka Snydera. W serialu telewizyjnym Gotham w rolę kamerdynera młodego Bruce’a Wayne’a (z czasów przed pojawieniem się Batmana) gra Sean Pertwee.

## Życiorys
Życie Alfreda Pennywortha nie potoczyło się wedle jego oczekiwań. Jako młody człowiek występował na deskach londyńskiej sceny, gdzie uczył się aktorstwa oraz sztuki scenicznej, włączając w to charakteryzację. Spędził trochę czasu w brytyjskim wywiadzie, gdzie uczył się medycyny sądowej i rozwijał swą spostrzegawczość.
Alfred został przy Brusie, ponieważ pokochał go jak członka rodziny. Alfred obdarzył również uczuciem Leslie Thompkins – lekarkę, która zajmowała się młodym Bruce'em. Mimo że uczucie to było odwzajemnione, nigdy nie znaleźli właściwego momentu by posunąć się dalej we wzajemnych relacjach.
Alfred pozostał przy Brusie w czasie, gdy Jason Todd przejął obowiązki Cudownego Chłopca. Śmierć drugiego Robina wstrząsnęła nie tylko całą superbohaterską społecznością Gotham, ale zwłaszcza Alfredem, gdyż czuł się winny za to, że nie protestował mocniej, gdy Bruce zgodził się, by młody chłopak został Robinem. Gdy pojawił się Tim Drake, Alfred zaprzyjaźnił się z nim i zaakceptował jego przyszłą rolę Cudownego Chłopca.
Kiedy Bruce zaczął cierpieć z powodu przemęczenia, Alfred starał się z całych sił by zapewnić mu odpoczynek. Ale gdy Bane wypuścił szaleńców z Arkham, Batman musiał iść i walczyć z nimi. W tym czasie Alfred strzegł rezydencji Wayne'ów, Bane wtargnął tam i ciosem w głowę ogłuszył kamerdynera. Gdy Alfred odzyskał przytomność nie obserwował walki między Bane'em a Batmanem, ale zwrócił się o pomoc do Robina i Azraela w zabraniu rannego ciała Bruce’a.
Alfred ponownie powrócił do rezydencji, gdy Bruce został oskarżony o morderstwo, ale po oczyszczeniu swojego dobrego imienia wrócił do posiadłości, gdzie pogodził się ze wszystkimi swoimi przyjaciółmi i sojusznikami, którym wcześniej nie wierzył i był wobec nich podejrzliwy. Krótko po tym Alfred zachorował. Okazało się, że nietoperze zamieszkujące jaskinię są nosicielami odmiany wirusa Clench, który niegdyś nawiedził Gotham. Kamerdyner został zarażony wirusem poprzez częste przebywanie w Jaskini. Bruce poszukiwał lekarstwa wraz z Leslie Thompkins. Udało mu się to po dłuższym czasie, dzięki czemu Alfred wyzdrowiał. Obecnie nadal jest kamerdynerem i stara się ze wszystkich sił dbać o rezydencję Wayne'ów i komfort Bruce’a.
Alfred Pennyworth posiada wiele umiejętności – jest znakomitym aktorem znającym sekrety charakteryzacji scenicznej. Jest również medykiem, zdolnym pomagać Batmanowi w razie potrzeby. Umie także szyć, co przydało się przy projektowaniu stroju Batmana. Jest jak na swój wiek w niezłej formie. Ponadto jest dobrym strzelcem, a zwłaszcza dobrze włada śrutówką. Jest chyba jedyną osobą na świecie, która mówi Batmanowi dokładnie to, co myśli, czyniąc go odważniejszym od wielu superbohaterów współpracujących z Mrocznym Rycerzem.